# قصبة الوداية

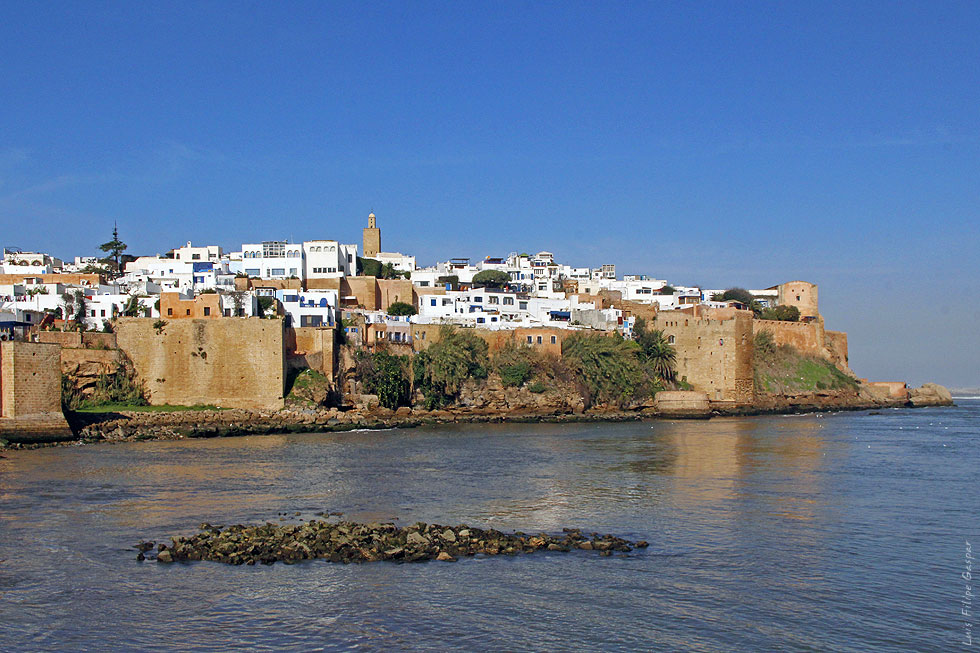
قصبة الوداية من البحر

قصبة الأوداية أو قصبة لوداية هي قصبة تاريخية، حي سكني وموقع سياحي في الرباط، المغرب، على الضفة الجنوبية لنهر بورقراق.
وتعد قصبة لوداية من أجمل الأماكن السياحية في مدينة الرباط، حيث يتوافد عدد كبير من السياح المغاربة والأجانب لزيارة هذا الموقع الأثري الرائع لكونه يتميز بإطلالته الجميلة على وادي أبي رقراق وشاطئ المحيط الأطلسي.

## تاريخ
كانت قصبة الوداية في الأصل قلعة محصنة، تم تشييدها من طرف المرابطين لمحاربة قبائل برغواطية، في عهد يوسف بن تاشفين،. ازدادت أهميتها في عهد الموحدين، الذين جعلوا منها رباطا على مصب نهر أبي رقراق، وأطلقوا عليها اسم المهدية. بعد الموحدين أصبحت مهملة إلى أن استوطنها الموريسكيون الحرناشيون، الذين طردوا من الأندلس في مطلع القرن السابع عشر، فأعادوا إليها الحياة بتدعيمها بأسوار محصنة. بين 1627 و1668، كانت قصبة الأوداية عاصمة للكيان السياسي، الذي عرف بجمهورية بورقراق، و الذي اعتمد على القرصنة البحرية.
وفي عهد العلويين عرفت قصبة الأوداية عدة تغييرات وإصلاحات ما بين سنة (1757-1789)، وكذلك ما بين سنة (1790 و 1792)، من بينها ترميم برج الصراط على يد المهندس المعماري أحمد الإنجليزي. وقد عرف هذا الموقع تاريخا متنوعا ومتميزا، يتجلى خصوصا في المباني التي تتكون منها قصبة الأوداية فسورها الموحدي وبابها الأثري (الباب الكبير) يعتبران من رموز الفن المعماري الموحدي بالإضافة إلى مسجدها المعروف بالجامع العتيق، أما المنشآت العلوية فتتجلى في الأسوار الرشيدية، والقصر الأميري الذي يقع غربا وكذلك منشئتها العسكرية برج صقالة

## معرض

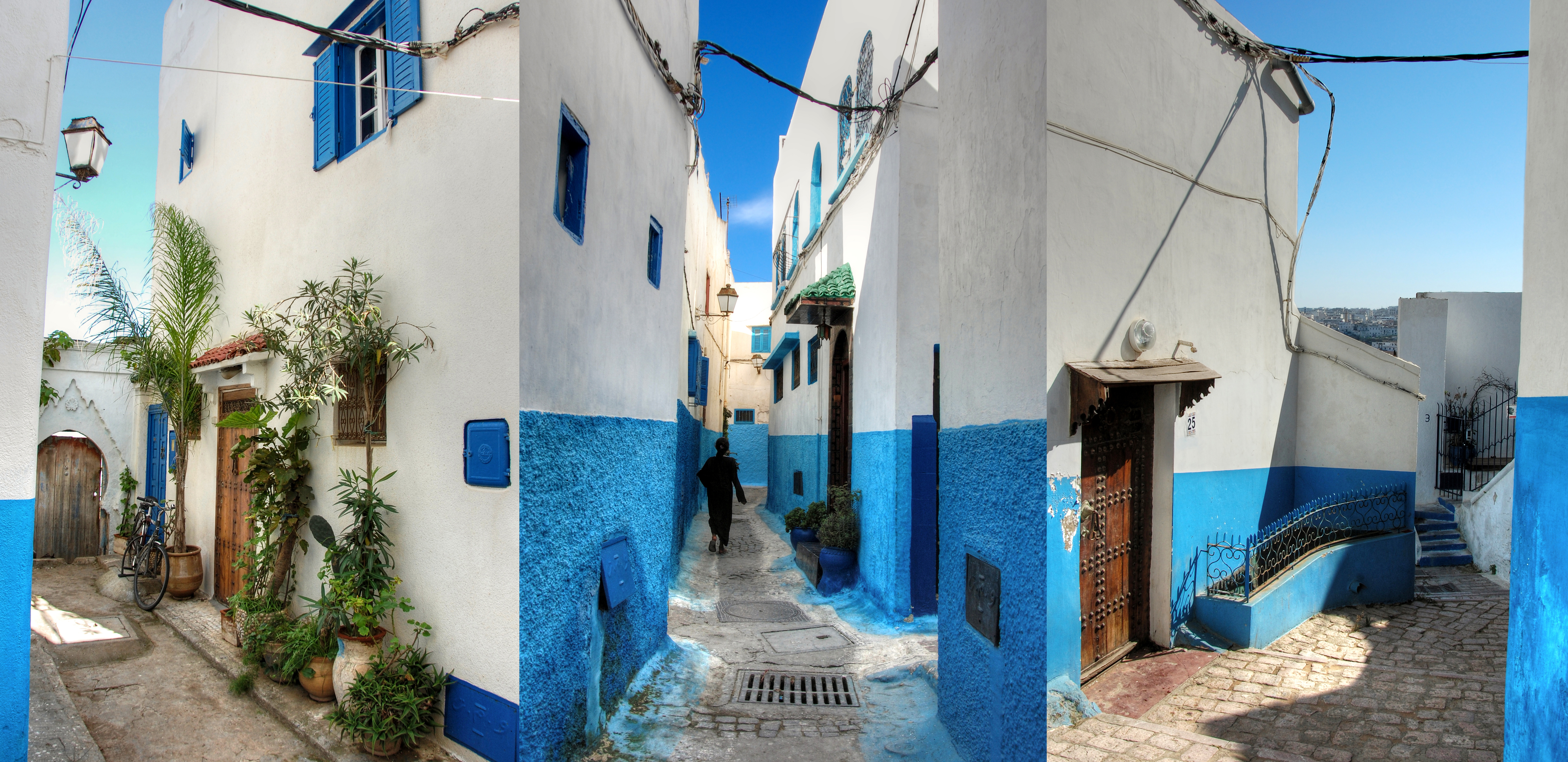
داخل قصبة الوداية
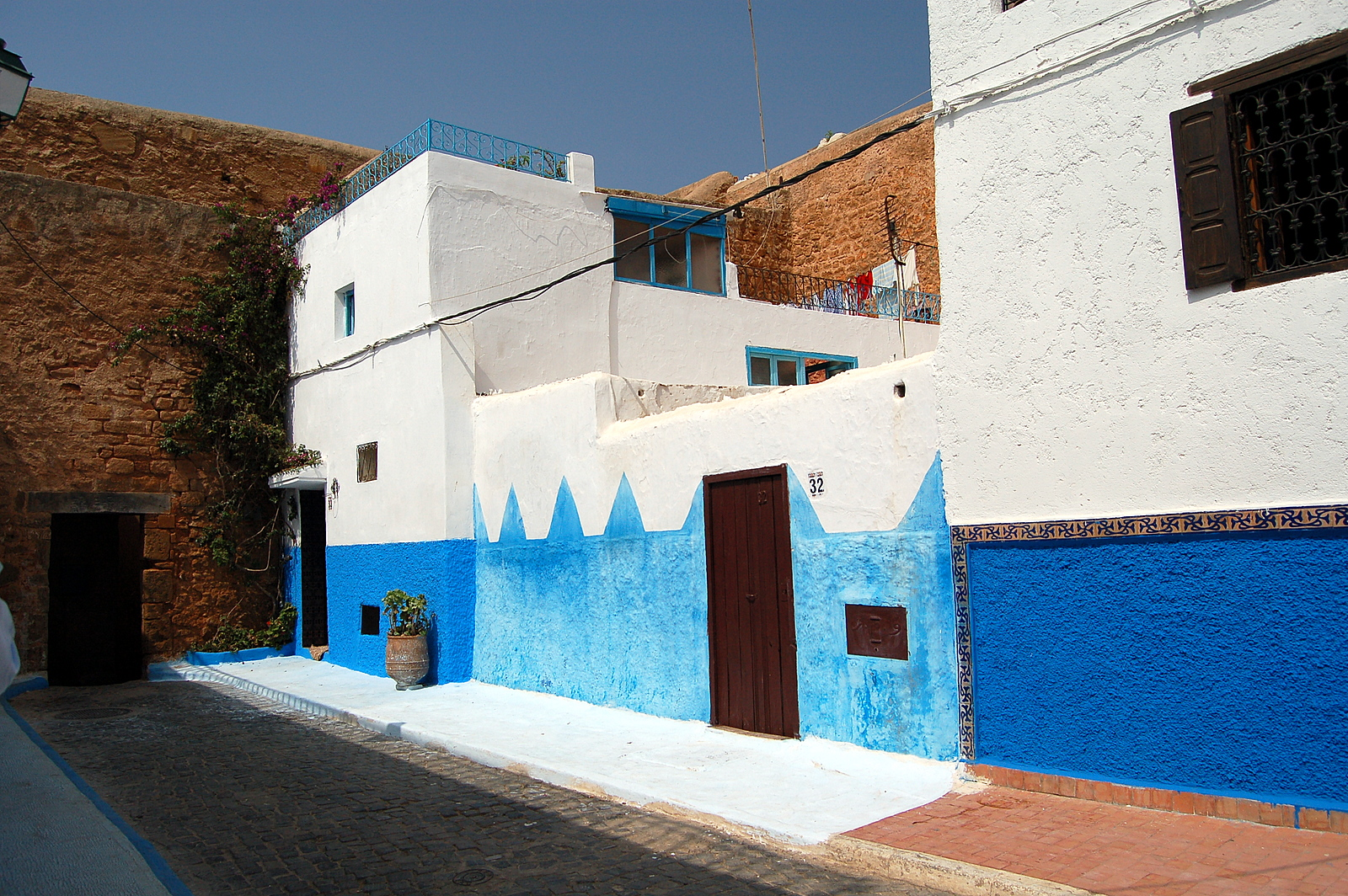
داخل القصبة
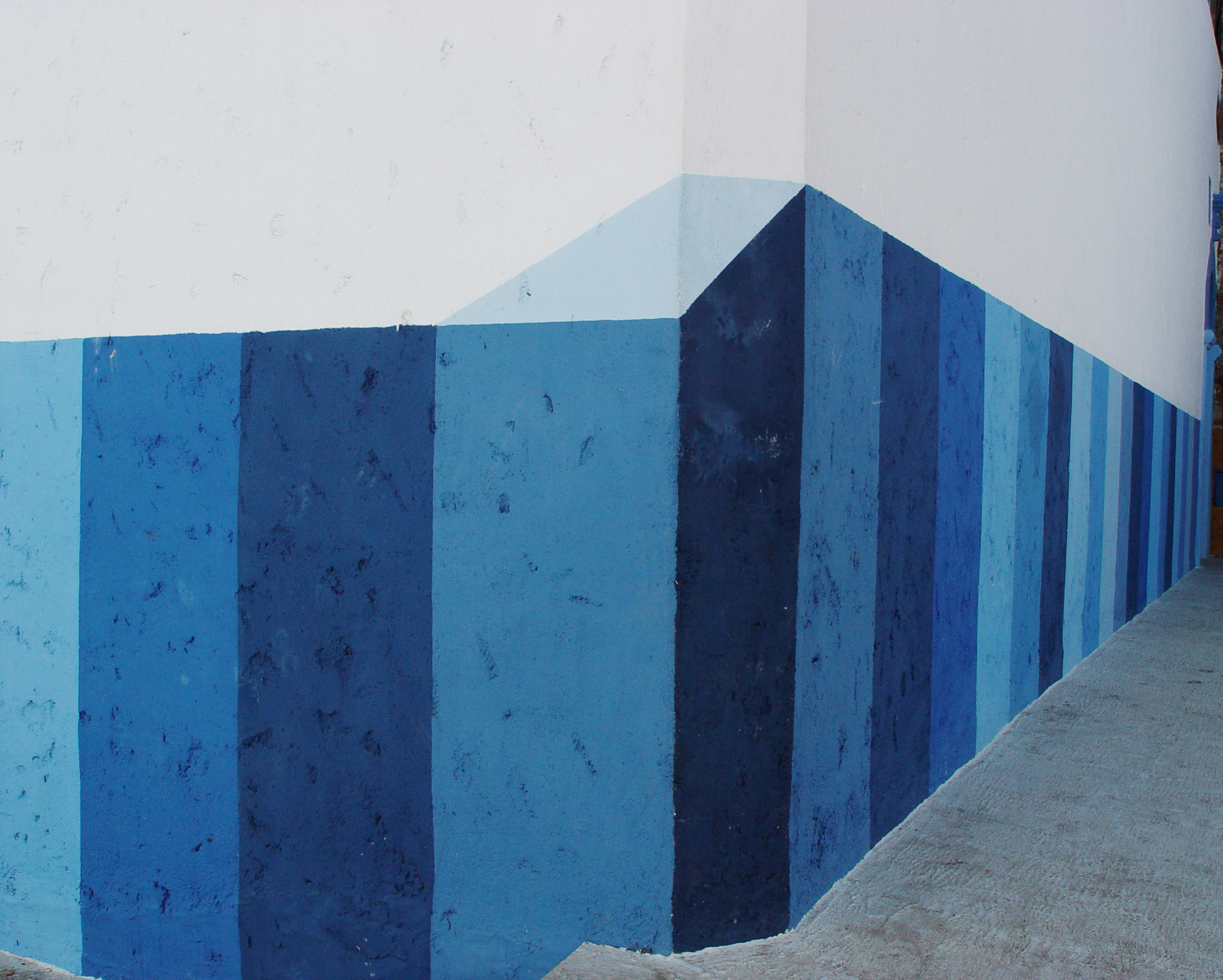
زاوية من زوايا القصبة في مدينة الرباط المغربية
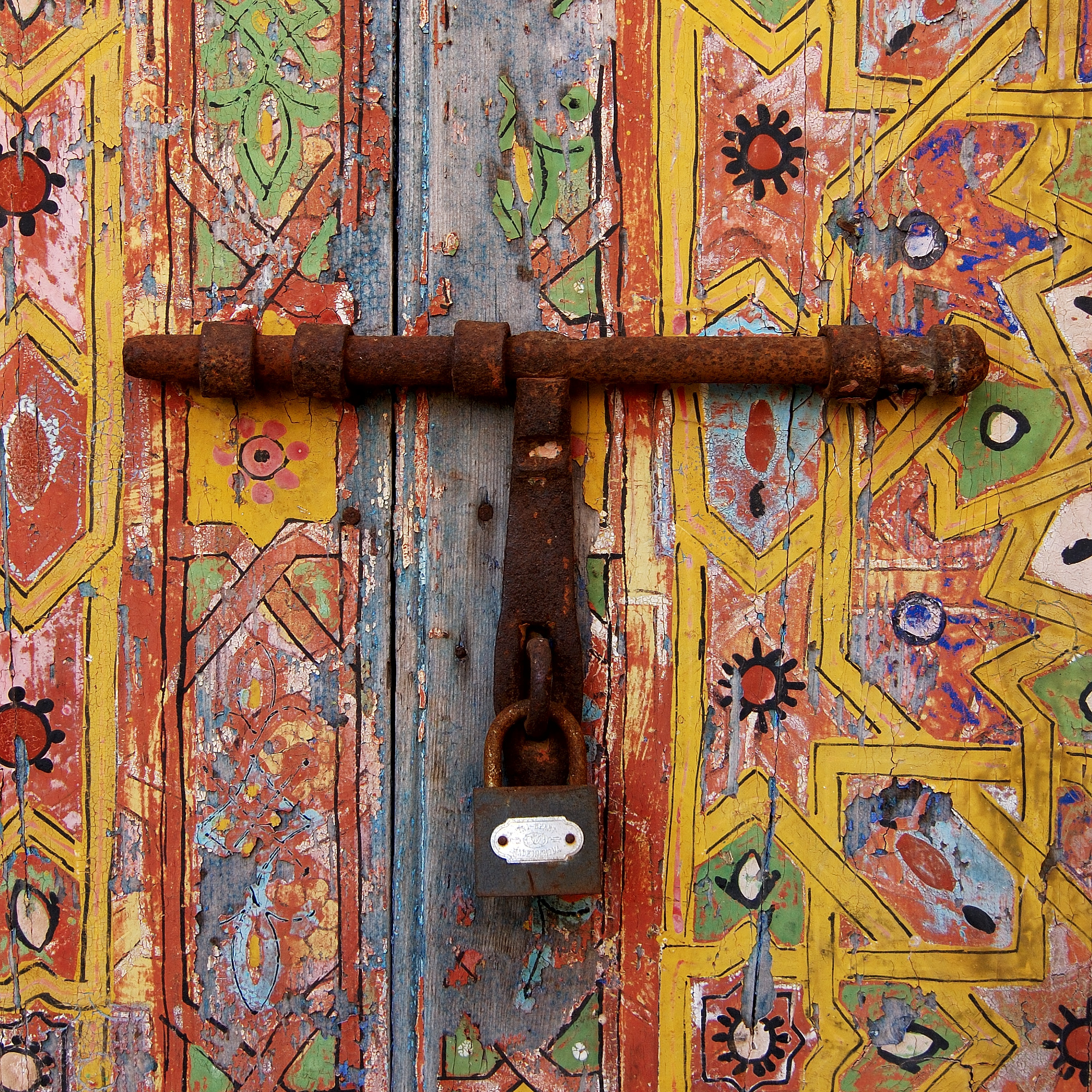
باب في قصبة الوداية
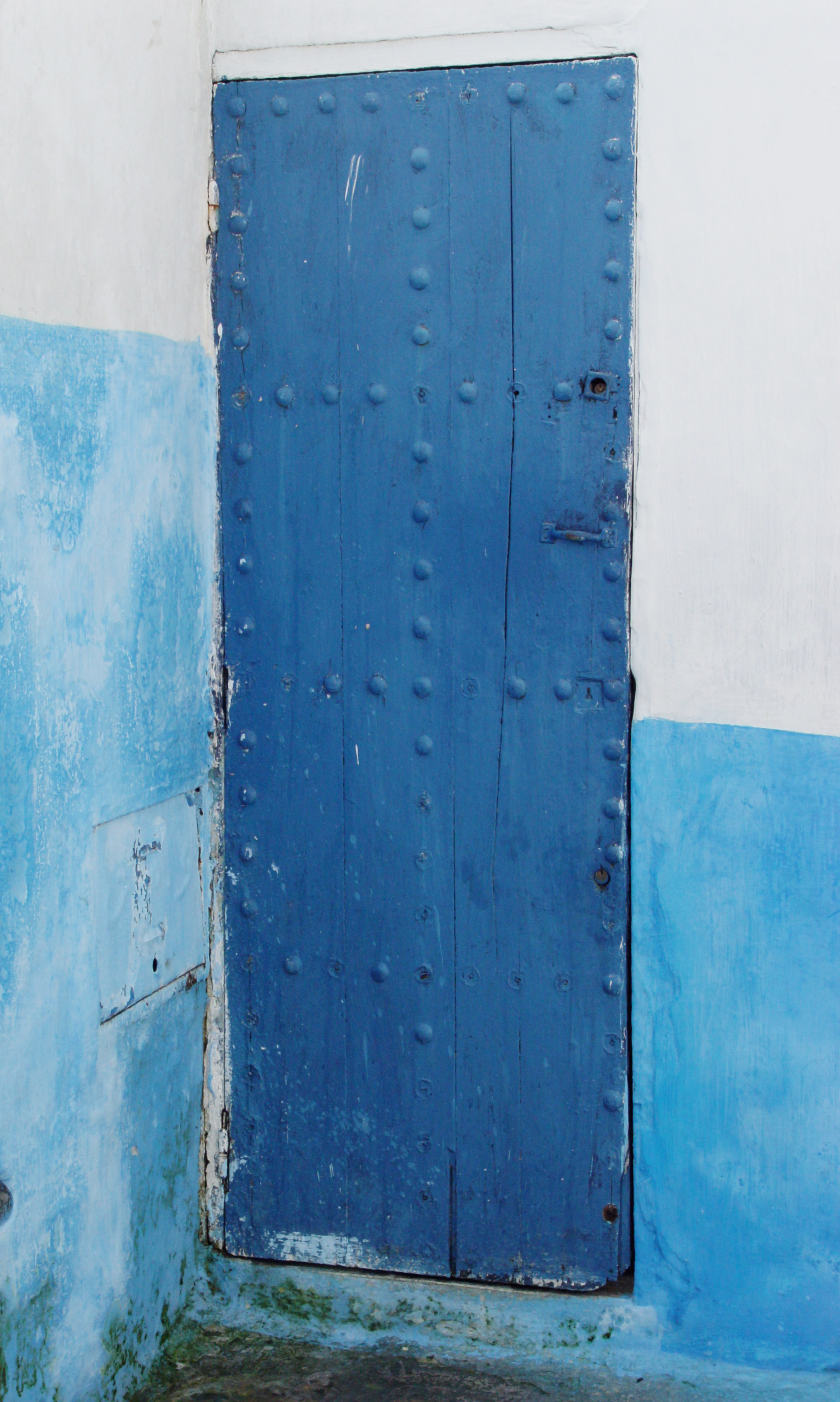
باب في القصبة
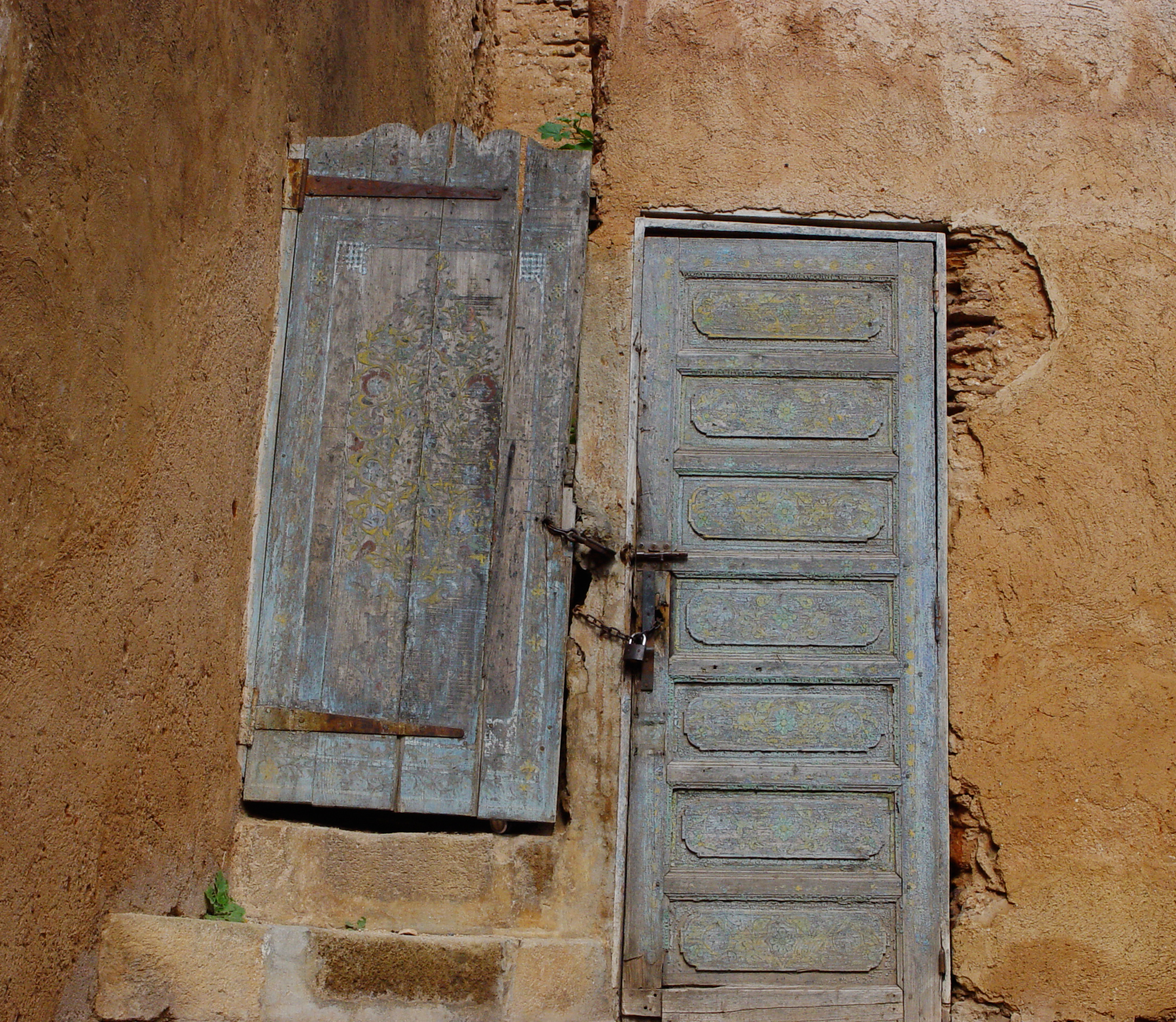
باب في القصبة
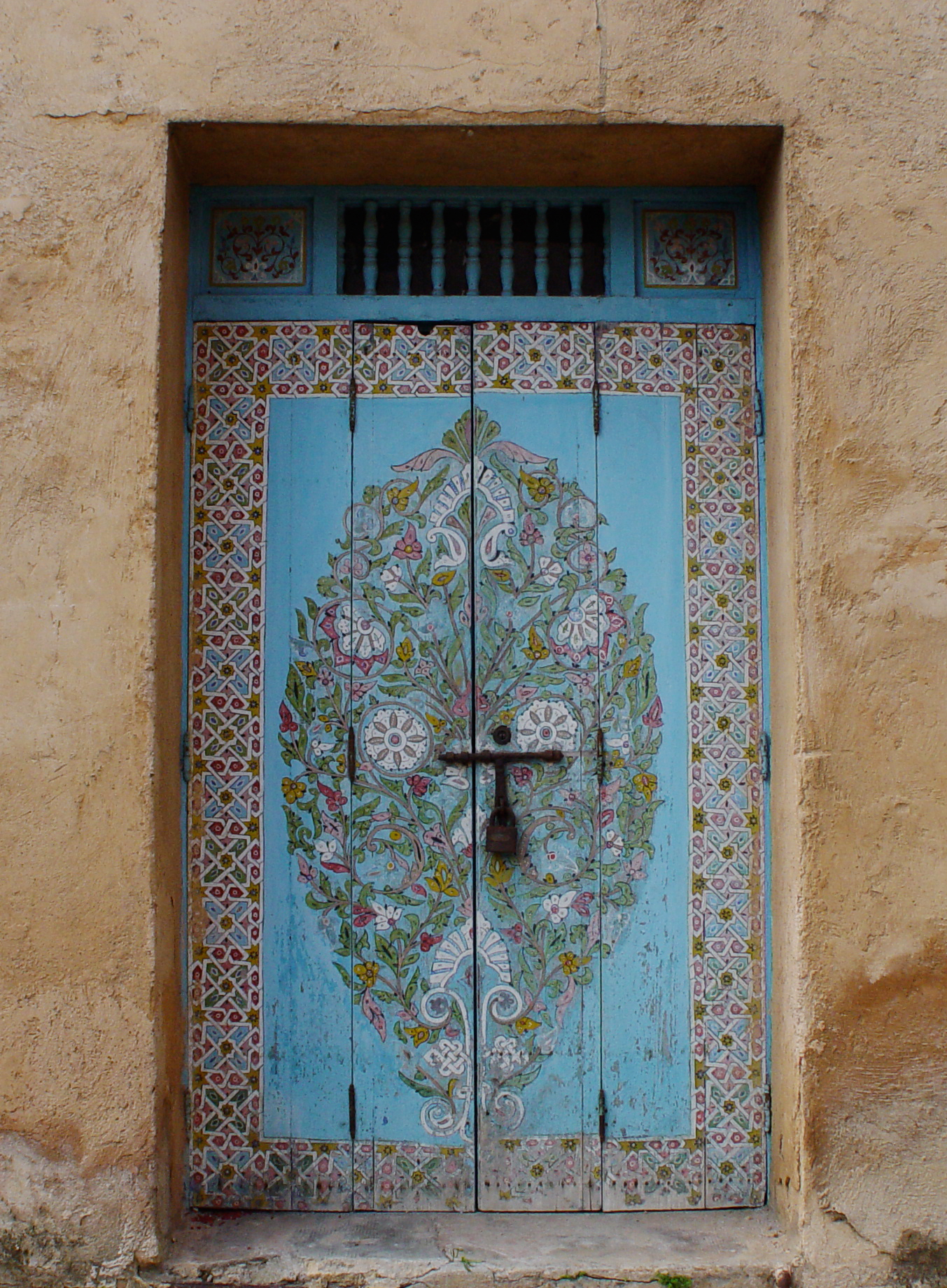
باب في القصبة
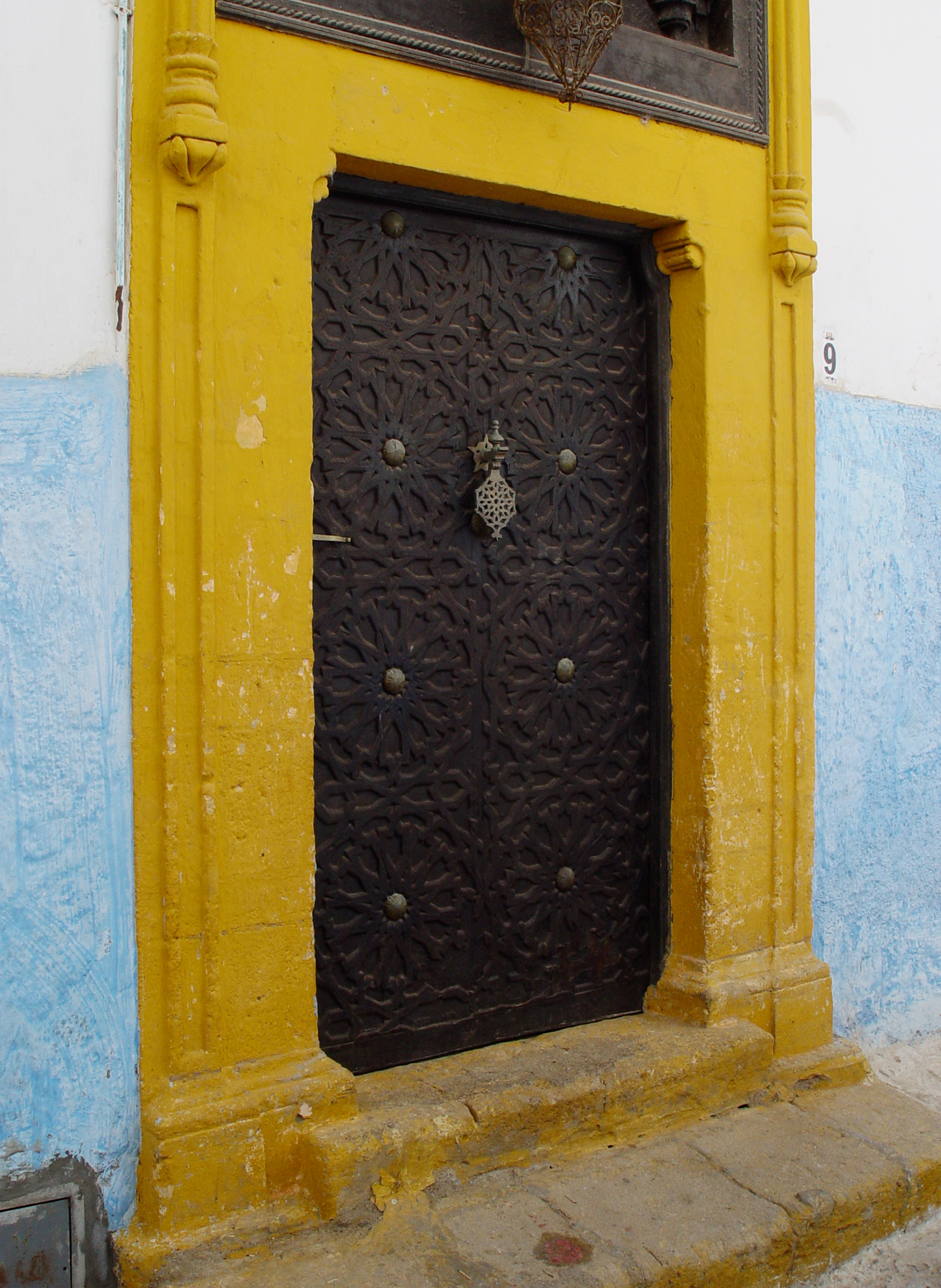
باب في القصبة
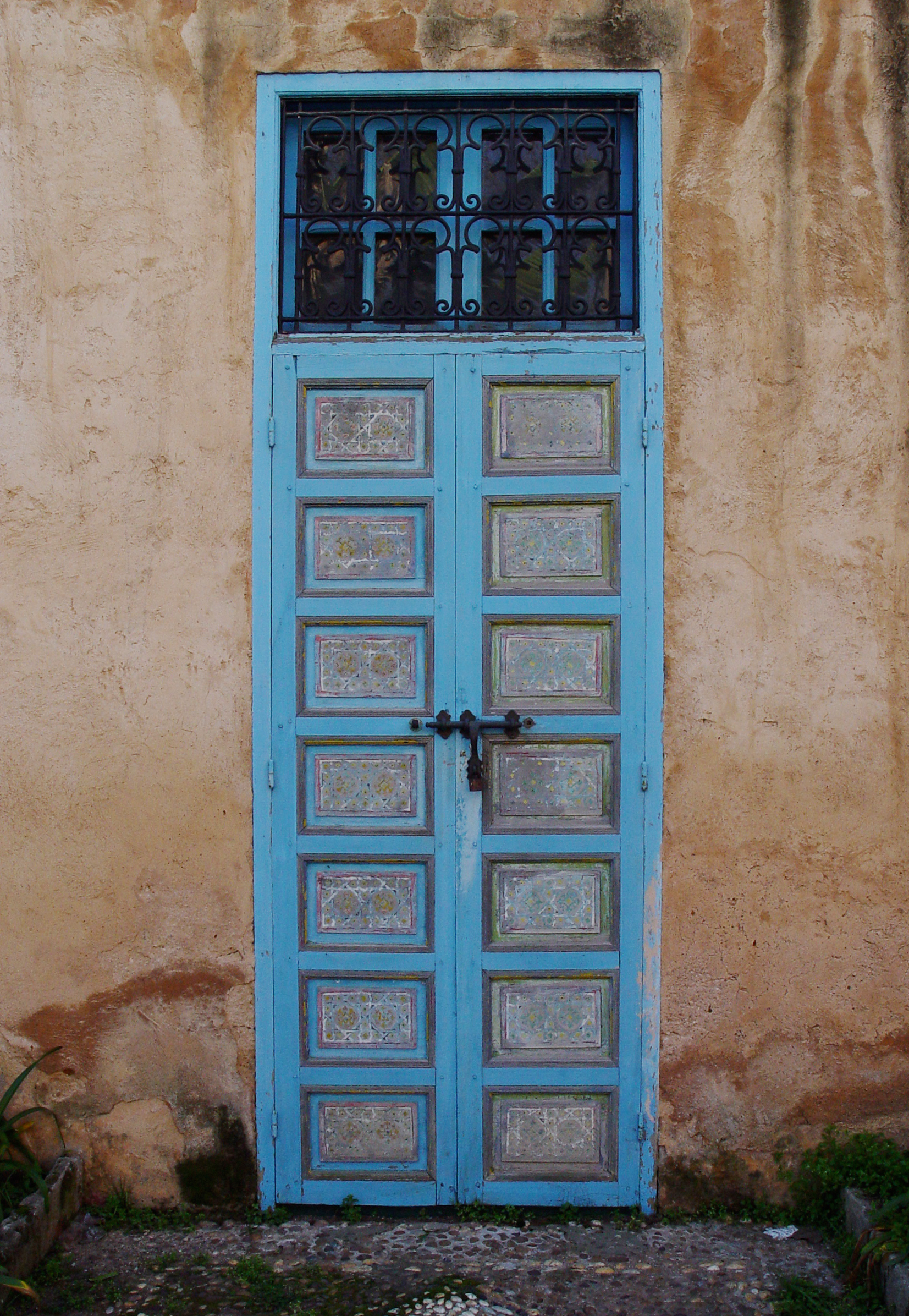
باب في القصبة
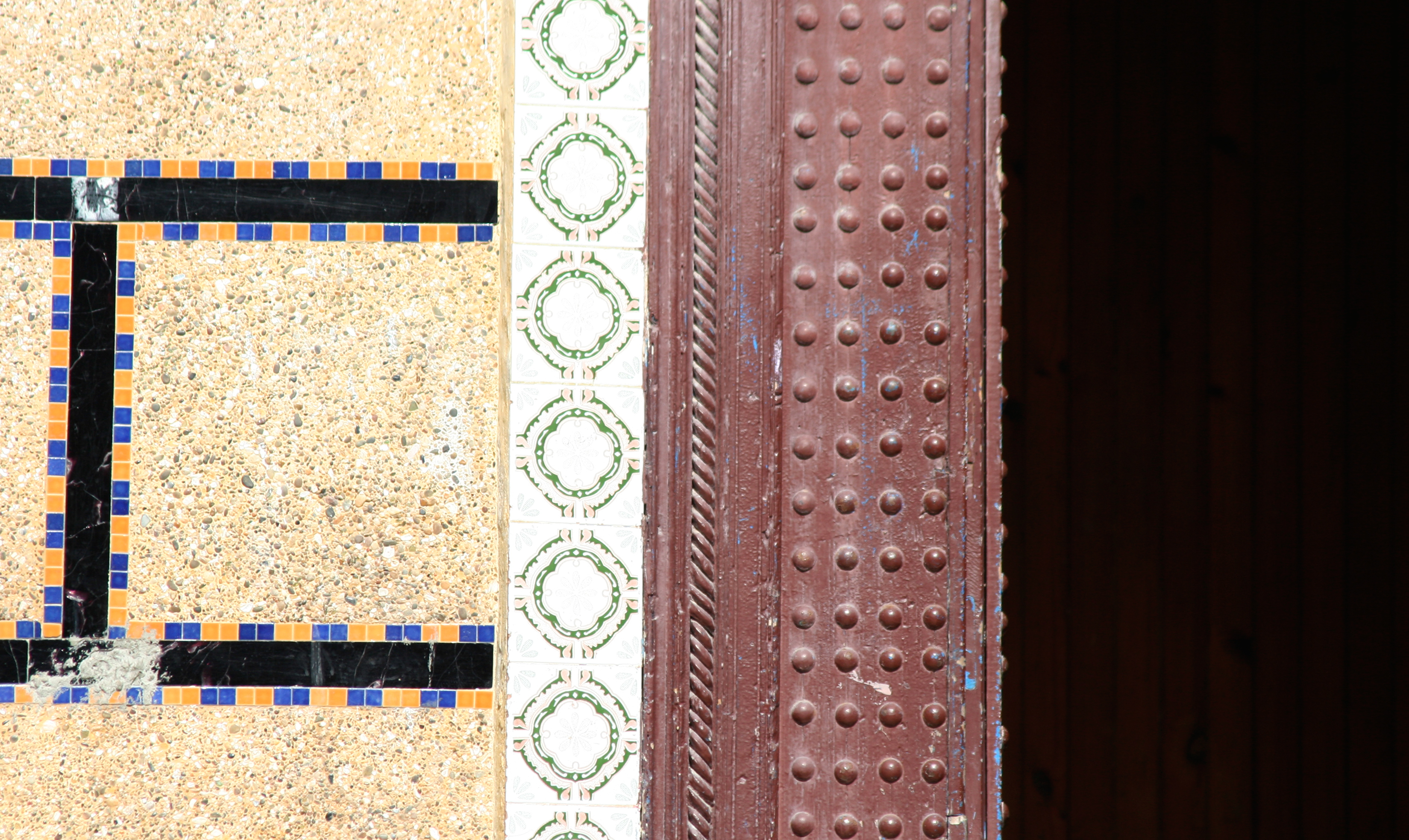
نظرة مقربة لباب في القصبة
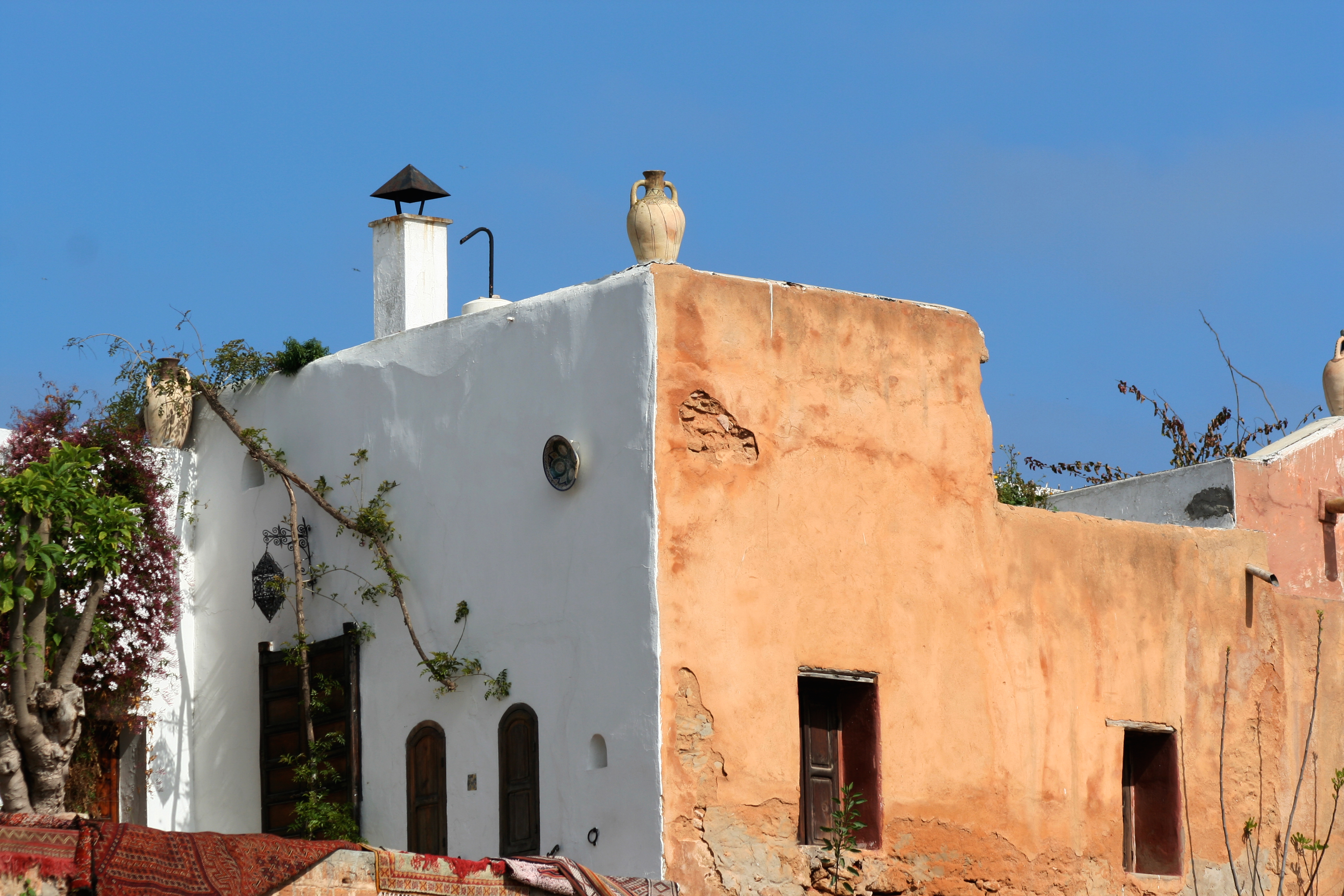
منظر من داخل القصبة
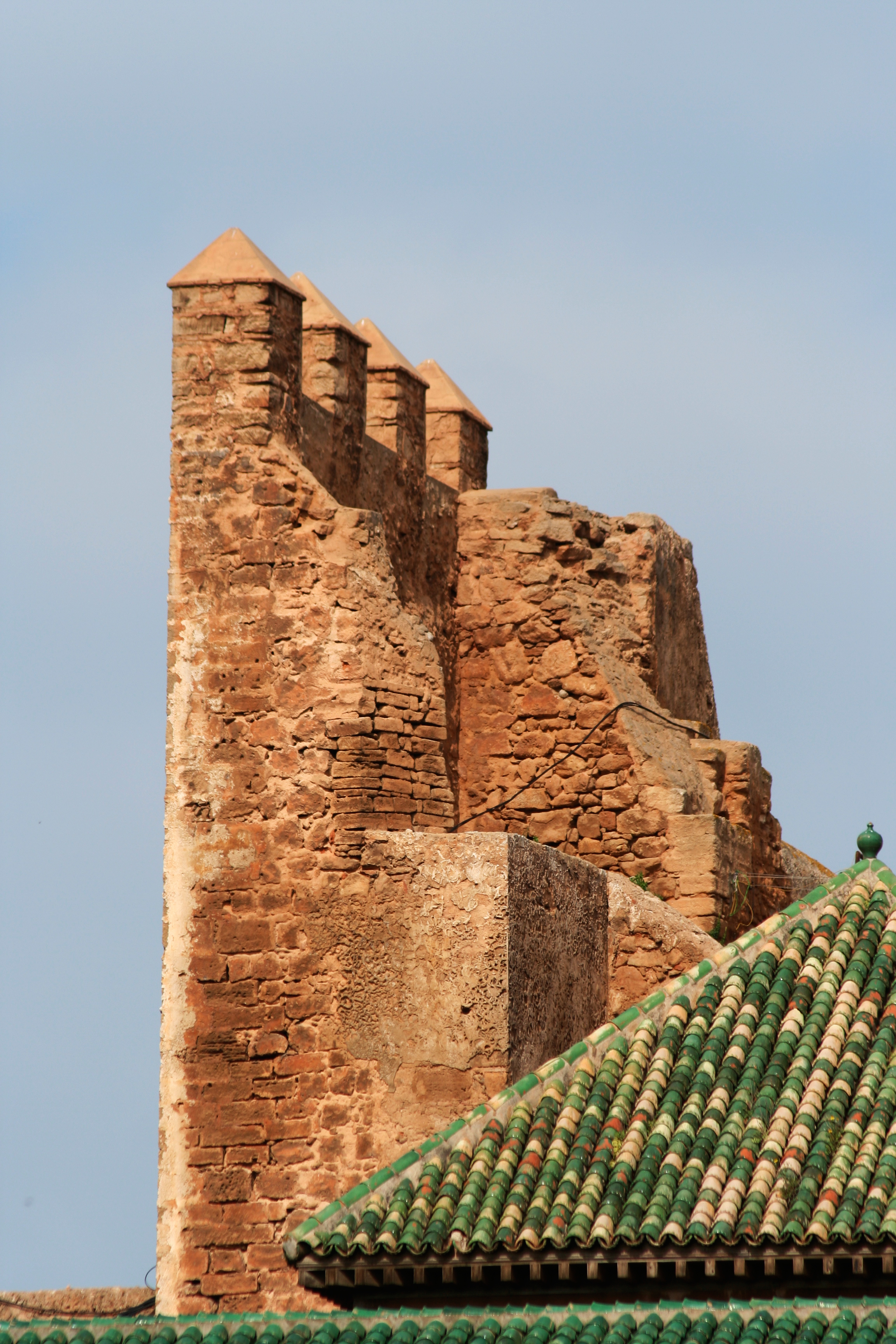
نظرة على سور القصبة
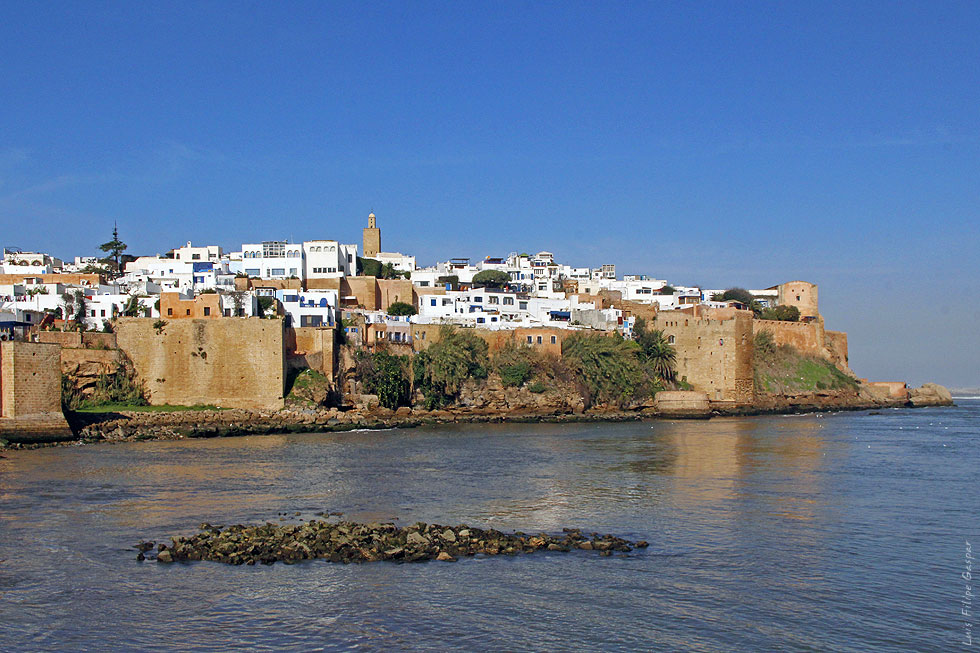
نهر أبي رقراق وقصبة الوداية

## وصلات خارجية
- Découverte de la Kasbah des Oudayas